# Masanori Tokita
Masanori Tokita (jap. 鴇田 正憲, Tokita Masanori; * 24. Juni 1925 in Kobe; † 5. März 2004) war ein japanischer Fußballspieler.

## Nationalmannschaft
1951 debütierte Tokita für die japanische Fußballnationalmannschaft. Tokita bestritt 12 Länderspiele und erzielte dabei zwei Tore. Mit der japanischen Nationalmannschaft qualifizierte er sich für die Olympischen Spiele 1956.